# 库尔米耶
库尔米耶（法語：Coulmiers，法語發音：[kulmje]）是法国卢瓦雷省的一个市镇，属于奥尔良区。

## 地理
库尔米耶（47°55'53"N, 1°39'49"E）面积14.28 平方千米，位于法国中央-卢瓦尔河谷大区卢瓦雷省，该省份为法国中北部省份，北起埃松省，西北接厄尔-卢瓦省，西南接卢瓦-谢尔省，南至涅夫勒省和谢尔省，东临约讷省，东北接塞纳-马恩省。
与库尔米耶接壤的市镇（或旧市镇、城区）包括：巴孔、沙尔松维尔、博斯地区埃皮耶、热米尼、莫沃河畔于索、博斯地区罗济耶尔。

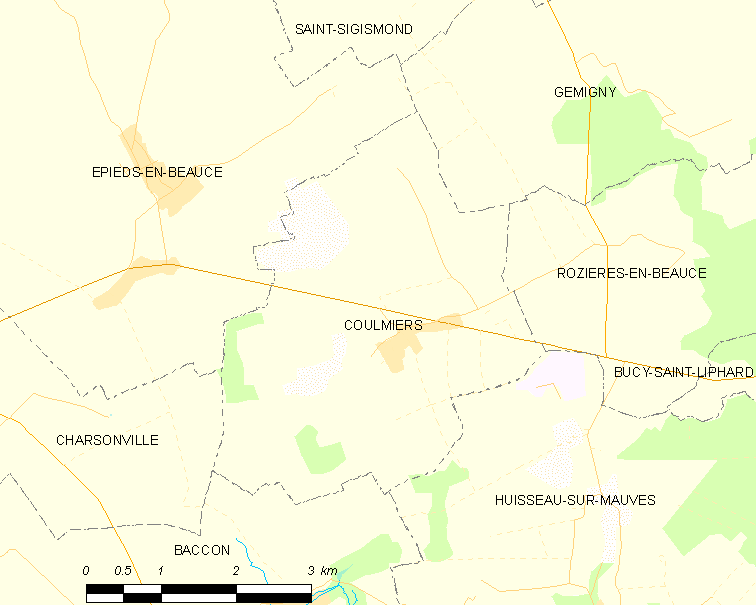
库尔米耶的OSM定位图

库尔米耶的时区为UTC+01:00、UTC+02:00（夏令时）。

## 行政
库尔米耶的邮政编码为45130，INSEE市镇编码为45109。

## 政治
库尔米耶所属的省级选区为卢瓦尔河畔默恩县。

## 人口

1962-2008年间库尔米耶人口变化图示

库尔米耶于2022年1月1日时的人口数量为565人。